# Episodi di Ed, Edd & Eddy
Elenco degli episodi della serie televisiva animata Ed, Edd & Eddy.
La prima stagione, composta da 13 episodi, è stata trasmessa dal 4 gennaio all'11 giugno 1999. La seconda stagione, composta da 13 episodi, è stata trasmessa dal 26 novembre 1999 al 22 dicembre 2000. La terza stagione, composta da 13 episodi, è stata trasmessa dal 6 aprile 2001 al 12 luglio 2002. La quarta stagione, composta da 13 episodi, è stata trasmessa dal 27 settembre 2002 al 5 novembre 2004. La quinta stagione, composta da 12 episodi, è stata trasmessa dal 4 novembre 2005 al 28 aprile 2007. La sesta stagione, composta da 1 episodio, è stata trasmessa il 29 giugno 2008.
Sono stati trasmessi quattro episodi speciali: Ed, Edd & Eddy: Buon Natale il 3 dicembre 2004, Ed, Edd & Eddy: Il giorno di San Valentino l'11 febbraio 2005, Ed, Edd & Eddy: Dolcetto o scherzetto? il 28 ottobre 2005 e Arrivano gli Ed, arrivano gli Ed! l'11 maggio 2007.
In Italia la prima stagione è stata trasmessa da Cartoon Network da marzo 2000. La seconda stagione è stata trasmessa dall'8 gennaio al 24 gennaio 2001. La terza stagione è stata trasmessa da febbraio 2002 a giugno 2003. La quarta stagione è stata trasmessa da giugno 2003 a febbraio 2004. La quinta stagione è stata trasmessa dal 5 maggio 2007. La sesta stagione è stata trasmessa dal 2008.
Gli episodi speciali sono stati trasmessi rispettivamenti il 25 dicembre 2005, il 14 febbraio 2006, il 31 ottobre 2006 e nel 2007.

## Stagione 1
| nº  | Titolo originale        | Titolo italiano                        | Prima TV USA     | Prima TV Italia |
| --- | ----------------------- | -------------------------------------- | ---------------- | --------------- |
| 1a  | The Ed-touchables       | Il caso è chiuso                       | 4 gennaio 1999   | marzo 6, 2000   |
| 1b  | Nagged to Ed            | Un simpatico incontro                  | 4 gennaio 1999   | marzo 6, 2000   |
| 2a  | Pop Goes the Ed         | Acqua party                            | 11 gennaio 1999  | August 17, 2000 |
| 2b  | Over Your Ed            | Il supermacho                          | 11 gennaio 1999  | August 17, 2000 |
| 3a  | Sir Ed-a-Lot            | Alla corte della regina Sarah          | 18 gennaio 1999  | August 17, 2000 |
| 3b  | A Pinch to Grow an Ed   | Ben alzato Ed                          | 18 gennaio 1999  | August 17, 2000 |
| 4a  | Dawn of the Eds         | Il pianeta dei robot                   | 25 gennaio 1999  | August 17, 2000 |
| 4b  | Virt-Ed-Go              | Il club degli Ed                       | 25 gennaio 1999  | August 17, 2000 |
| 5a  | Read All About Ed       | Profitti e perdite                     | 1º febbraio 1999 | August 17, 2000 |
| 5b  | Quick Shot Ed           | Safari fotografico                     | 1º febbraio 1999 | August 17, 2000 |
| 6a  | An Ed Too Many          | Sarah s'innamora                       | 8 febbraio 1999  | August 17, 2000 |
| 6b  | Ed-n-Seek               | Tana libera tutti                      | 8 febbraio 1999  | August 17, 2000 |
| 7a  | Look Into My Eds        | A me gli occhi                         | 1º marzo 1999    | August 17, 2000 |
| 7b  | Tag Yer Ed              | Un incontro di lotta libera            | 1º marzo 1999    | August 17, 2000 |
| 8a  | Fool on the Ed          | Il signore della burla                 | 8 marzo 1999     | August 17, 2000 |
| 8b  | A Boy and His Ed        | Alla conquista della caramella gigante | 8 marzo 1999     | August 17, 2000 |
| 9a  | It's Way Ed             | L'ultima moda                          | 15 marzo 1999    | August 17, 2000 |
| 9b  | Laugh Ed Laugh          | Ridi Ed, ridi                          | 15 marzo 1999    | August 17, 2000 |
| 10a | A Glass of Warm Ed      | Ed il sonnambulo                       | 12 aprile 1999   | August 17, 2000 |
| 10b | Flea-Bitten Ed          | Un'allergia improvvisa                 | 12 aprile 1999   | August 17, 2000 |
| 11a | Who, What, Where, Ed!   | L'uovo e la gallina                    | 19 aprile 1999   | August 17, 2000 |
| 11b | Keeping Up with the Eds | Pollice verde                          | 19 aprile 1999   | August 17, 2000 |
| 12a | Eds-Aggerate            | Gli Ed esagerano                       | 26 aprile 1999   | August 17, 2000 |
| 12b | Oath to an Ed           | Piccoli ranger                         | 26 aprile 1999   | August 17, 2000 |
| 13a | Button Yer Ed           | Suona il campanello Eddy               | 11 giugno 1999   | August 17, 2000 |
| 13b | Avast Ye Eds            | Una fantastica crociera                | 11 giugno 1999   | August 17, 2000 |

### Il caso è chiuso
A Peach Creek c'è un pericoloso criminale che ruba gli oggetti dei ragazzi e gli Ed vogliono catturarlo.

### Un simpatico incontro
Le sorelle Panzer si sono appena trasferite in città dove incontrano gli Ed e, a differenza di quanto si possa pensare, i rapporti tra loro saranno molto idilliaci.

### Acqua party
Gli Ed stanno morendo di caldo e per loro fortuna, Nazz ha organizzato un'acqua-party. Gli Ed partecipano ma i mini slip da bagno di Eddy si rompono e, per non farsi vedere, si nascondono nella piscina.

### Il supermacho
Ed puzza più del solito e Edd e Eddy lo lavano per farlo diventare un macho.

### Alla corte della regina Sarah
Ed, Edd e Eddy diventano controvoglia i paggetti di Sarah.

### Ben alzato Eddy
Eddy viene preso in giro da tutti perché è basso allora Edd rimedia al problema costruendo degli stivali estensibili.

### Il pianeta dei robot
Gli Ed, scoperta una nuova zona della discarica, fingono di essere su di un pianeta abitato da robot mangiatori di uomini. Ma il gioco sembra essere diventato realtà.

### Il club degli Ed
Gli Ed costruiscono un club.

### Profitti e perdite
Eddy scopre che Edd distribuisce part-time i giornali porta a porta per comprare un microscopio elettronico e ci mette lo zampino.

### Safari fotografico
Eddy trova una macchina fotografica e si mette a fare le foto ai ragazzi per fare un calendario.

### Sarah s'innamora
Sarah rivela di essere innamorata di Edd ma quest'ultimo non gradisce molto le particolari "attenzioni" della ragazza.

### Tana libera tutti
Gli Ed vogliono giocare a nascondino con gli amici.

### A me gli occhi
Grazie alla ruota ipnotizzante di Edd, Eddy ipnotizza il vicinato.

### Un incontro di lotta libera
Eddy vuole rinforzare Edd con la lotta libera.

### Il signore della burla
I ragazzi del quartiere sono vittime degli scherzi di un personaggio misterioso.

### Alla conquista della caramella gigante
Kevin ha delle spaccamascella e, per averle, gli Ed vogliono diventare suoi amici.

### L'ultima moda
Gli Ed non riescono a essere al passo con i tempi.

### Ridi Ed, ridi
I ragazzi del quartiere sono ammalati e Eddy impazzisce perché non può architettare imbrogli.

### Ed il sonnambulo
Ed è sonnambulo e inizia a divorare ogni sorta di cibo.

### Un'allergia improvvisa
Ed si rivela allergico ai conigli.

### L'uovo e la gallina
Eddy vuole un uovo per fare nascere una gallina e avere molte omelette. Inizia una vera e propria catena di baratti.

### Pollice verde
Il padre di Edd vuole che il figlio falci l'erba in giardino e Ed e Eddy gli danno una mano, in stile Ed.

### Gli Ed esagerano
Dopo avere rotto la finestra di Kevin, Eddy inventa che i colpevoli siano dei fantomatici "Sudicioni".

### Piccoli ranger
Gli Ed vogliono entrare nel corpo degli Urban Rangers.

### Suona il campanello Eddy
A causa di una mosca incastrata in gola, Eddy perde la voce e può comunicare solo suonando un campanello.

### Una fantastica crociera
Gli Ed fanno una crociera in gommone con Jimmy, Tavoletta e Jonnino.

## Stagione 2
| nº | Titolo originale                               | Titolo italiano           | Prima TV USA     | Prima TV Italia | Sinossi |
| -- | ---------------------------------------------- | ------------------------- | ---------------- | --------------- | --- |
| 1  | Know it All Ed / Dear Ed                       | Mezzogiorno di schizzi    | 26 novembre 1999 | 8 gennaio 2001  | Gli Ed trovano dei contagocce e li vendono con il nome di "Pistole a schizzo".                                                                                        |
| 1  | Know it All Ed / Dear Ed                       | Cercasi nuovo amico       | 26 novembre 1999 | 8 gennaio 2001  | Jonnino e Tavoletta litigano, gli Ed decidono quindi di aiutare Jonnino a rimpiazzare l'amico.                                                                        |
| 2  | Knock Knock, Who's Ed? / One + One = Ed        | Maratona di ciclopi       | 11 febbraio 2000 | 9 gennaio 2001  | In televisione c'è una maratona di film horror ma Sarah chiude gli Ed fuori e devono quindi trovare un modo per vedere i film.                                        |
| 2  | Knock Knock, Who's Ed? / One + One = Ed        | Uno + Uno = Ed            | 11 febbraio 2000 | 9 gennaio 2001  | Edd propone a Ed e Eddy di scoprire i misteri del mondo. |
| 3  | Eeny, Meeny, Miney, Ed / Ready, Set... Ed!     | L'uomo insetto            | 3 marzo 2000     | 10 gennaio 2001 | Eddy fa credere a Ed che tutti siano degli uomini insetto creati da Edd.                                                                                              |
| 3  | Eeny, Meeny, Miney, Ed / Ready, Set... Ed!     | La macchina dei record    | 3 marzo 2000     | 10 gennaio 2001 | Eddy vuole battere un record mondiale. |
| 4  | Hands Across Ed / Floss Your Ed                | Il mondo dello spettacolo | 24 marzo 2000    | 11 gennaio 2001 | Eddy cerca di fare soldi facendo diventare famosi alcuni ragazzi del quartiere.                                                                                       |
| 4  | Hands Across Ed / Floss Your Ed                | La finta fatina dei denti | 24 marzo 2000    | 11 gennaio 2001 | Ed sta per perdere un dente e Eddy cerca in tutti i modi di toglierglielo prematuramente.                                                                             |
| 5  | In Like Ed / Who Let the Ed In?                | L'amico invisibile        | 7 aprile 2000    | 12 gennaio 2001 | Ed inventa Jib, un amico immaginario che crea non pochi problemi alle truffe di Eddy.                                                                                 |
| 5  | In Like Ed / Who Let the Ed In?                | Chi ha fatto entrare Ed?  | 7 aprile 2000    | 12 gennaio 2001 | A casa di Jimmy sta succedendo qualcosa e gli Ed vogliono scoprire cosa.                                                                                              |
| 6  | Home Cooked Eds / Rambling Ed                  | L'unione fa la forza      | 12 maggio 2000   | 15 gennaio 2001 | Le Panzer vanno in vacanza... a casa di Eddy! Eddy quindi vuole farle sloggiare.                                                                                      |
| 6  | Home Cooked Eds / Rambling Ed                  | Ed il senzatetto          | 12 maggio 2000   | 15 gennaio 2001 | Eddy fa trasferire Ed da Ralf per sottrarlo alle grinfie di Sarah. |
| 7  | To Sir with Ed / Key to My Ed                  | Una sera con Ed           | 23 giugno 2000   | 16 gennaio 2001 | Eddy crede di avere un flirt con Nazz. |
| 7  | To Sir with Ed / Key to My Ed                  | Di chi è la chiave?       | 23 giugno 2000   | 16 gennaio 2001 | Gli Ed trovano una chiave smarrita e si chiedono chi possa averla persa.                                                                                              |
| 8  | Urban Ed / Stop, Look and Ed                   | La città dei grandi       | 21 luglio 2000   | 17 gennaio 2001 | Eddy si annoia e allora crea un'intera città costituita con il cartone.                                                                                               |
| 8  | Urban Ed / Stop, Look and Ed                   | La grande ribellione      | 21 luglio 2000   | 17 gennaio 2001 | Eddy, stufo delle regole, convince tutti a non rispettarle. |
| 9  | Honor Thy Ed / Scrambled Ed                    | Mariti per forza          | 4 agosto 2000    | 18 gennaio 2001 | Gli Ed entrano in una casa stregata ma si ritrovano a doversi sposare con le Panzer.                                                                                  |
| 9  | Honor Thy Ed / Scrambled Ed                    | Il ranch marino           | 4 agosto 2000    | 18 gennaio 2001 | Eddy vuole creare un ranch marino con Ed. Purtroppo Edd non ha dormito e continua a dire stupidaggini e consigli del tutto errati a chiunque gliene chieda uno.       |
| 10 | Rent-a-Ed / Shoo Ed                            | Tuttofare offresi         | 18 agosto 2000   | 19 gennaio 2001 | Gli Ed si offrono come tuttofare. |
| 10 | Rent-a-Ed / Shoo Ed                            | Eddy l'istigatore         | 18 agosto 2000   | 19 gennaio 2001 | Eddy trasforma Jonnino in un mostro per fare impazzire i vicini. |
| 11 | Ed in a Half Shell / Mirror, Mirror, on the Ed | L'allievo di Eddy         | 8 settembre 2000 | 22 gennaio 2001 | Sarah lascia Jimmy agli Ed e Eddy ne approfitta per insegnare a Jimmy tutto il suo sapere in fatto di burle e scherzi.                                                |
| 11 | Ed in a Half Shell / Mirror, Mirror, on the Ed | Il gioco delle parti      | 8 settembre 2000 | 22 gennaio 2001 | Gli Ed giocano al gioco delle parti e si scambiano i ruoli: Ed fa Eddy, Edd fa Ed e Eddy fa Edd.                                                                      |
| 12 | Hot Buttered Ed / High Heeled Ed               | Il grande caldo           | 27 ottobre 2000  | 23 gennaio 2001 | Gli Ed vanno al fiume ma Kevin gli ruba il posto. Eddy farà quindi di tutto per riprenderlo.                                                                          |
| 12 | Hot Buttered Ed / High Heeled Ed               | Ed dai tacchi alti        | 27 ottobre 2000  | 23 gennaio 2001 | Con l'assenza di Kevin, Ralf e Jonnino, gli Ed devono capire cosa piaccia alle femmine per fare imbrogli a Sarah, Nazz e Jimmy.                                       |
| 13 | Fa-La-La-La-Ed / Cry Ed                        | Natale, dolce Natale      | 22 dicembre 2000 | 24 gennaio 2001 | Ed convince tutti che sia Natale quando è ancora luglio. |
| 13 | Fa-La-La-La-Ed / Cry Ed                        | Manie di protagonismo     | 22 dicembre 2000 | 24 gennaio 2001 | Jimmy si fa male (per quanto sia possibile infortunarsi con una molletta tirata) e Eddy, geloso perché Jimmy ha l'attenzione di tutti, cerca di farsi male anche lui. |

## Stagione 3
| nº | Titolo originale                                           | Titolo italiano             | Prima TV USA     | Prima TV Italia | Sinossi |
| -- | ---------------------------------------------------------- | --------------------------- | ---------------- | --------------- | --- |
| 1  | Wish You Were Ed / Momma's Little Ed                       | Nostalgia di casa           | 6 aprile 2001    | febbraio 2002   | Ralf ha nostalgia del suo paese natio e gli Ed lo aiutano facendogli credere di esservi ritornato.                                                                 |
| 1  | Wish You Were Ed / Momma's Little Ed                       | Il cocco di mamma           | 6 aprile 2001    | febbraio 2002   | Ed e Eddy fanno uno scherzo a Edd copiando e modificando i bigliettini che gli hanno lasciato i suoi genitori.                                                     |
| 2  | Once Upon an Ed / For Your Ed Only                         | C'era una volta Ed          | 25 maggio 2001   | 2, June 2002    | Gli Ed devono raccontare una favola della buonanotte a Jonnino. |
| 2  | Once Upon an Ed / For Your Ed Only                         | Solo per te, Ed             | 25 maggio 2001   | 2, June 2002    | Eddy ruba il diario di Sarah e gli Ed si mettono nei guai. |
| 3  | It Came from Outer Ed / 3 Squares and an Ed                | Direttamente dal pianeta Ed | 19 ottobre 2001  | 2, June 2002    | Gli Ed mettono in atto uno scherzo concepito da Ed. |
| 3  | It Came from Outer Ed / 3 Squares and an Ed                | 3 quadrati e un Ed          | 19 ottobre 2001  | 2, June 2002    | Eddy vuole fare scappare Ed dal castigo. |
| 4  | Dueling Eds / Dim Lit Ed                                   | Il duello degli Ed          | 14 dicembre 2001 | 2, June 2002    | Eddy insulta Ralf tirando una polpetta di carne di oloturia e allora deve battersi con lui.                                                                        |
| 4  | Dueling Eds / Dim Lit Ed                                   | Caccia al tesoro            | 14 dicembre 2001 | 2, June 2002    | Edd, disgustato dall'ignoranza dei ragazzi, organizza una caccia al tesoro educativa.                                                                              |
| 5  | Will Work for Ed / Ed, Ed and Away                         | Un lavoro per Ed            | 4 gennaio 2002   | 2, June 2002    | Ralf ha bisogno di aiuto con il lavoro e Eddy gli propone Ed, che viene assunto.                                                                                   |
| 5  | Will Work for Ed / Ed, Ed and Away                         | Il palloncino alieno        | 4 gennaio 2002   | 2, June 2002    | Gli Ed vedono un palloncino e lo inseguono. |
| 6  | X Marks the Ed / From Here to Ed                           | Un brufolo gigante          | 25 gennaio 2002  | 2, June 2002    | Eddy ha un brufolo mastodontico che aumenta di dimensioni di minuto in minuto e tutti iniziano a considerarlo un fenomeno da baraccone.                            |
| 6  | X Marks the Ed / From Here to Ed                           | Per un pugno di spiccioli   | 25 gennaio 2002  | 2, June 2002    | A Eddy fallisce uno scherzo e accusa Kevin, cercando quindi di compiere la sua vendetta.                                                                           |
| 7  | Boys Will Be Eds / Ed or Tails                             | Tutti pazzi per Nazz        | 15 febbraio 2002 | 2, June 2002    | Gli Ed, Jonnino e Kevin vogliono fare colpo su Nazz. |
| 7  | Boys Will Be Eds / Ed or Tails                             | Un pacco inaspettato        | 15 febbraio 2002 | 2, June 2002    | A Ed arrivano delle spaccamascella ma ci sono solo due caramelle. Edd, di fronte al sacrificio di Ed di cederle a lui e Eddy, vuole allora dividerle in tre parti. |
| 8  | Gimme, Gimme Never Ed / My Fair Ed                         | Tavoletta alla riscossa     | 8 marzo 2002     | 2, June 2002    | Eddy fa di tutto pur di avere la paghetta di Tavoletta. |
| 8  | Gimme, Gimme Never Ed / My Fair Ed                         | Il mio caro Ed              | 8 marzo 2002     | 2, June 2002    | Edd cerca di istruire Ed e Eddy a essere più educati e meno irruenti.                                                                                              |
| 9  | Rock-a-Bye-Ed / O-Ed-Eleven                                | Sogno o realtà?             | 22 marzo 2002    | 2, June 2002    | Ed fa un brutto sogno dove Jonnino è sua madre e quando si sveglia dimostra una irrazionale fobia nei confronti di quest'ultimo.                                   |
| 9  | Rock-a-Bye-Ed / O-Ed-Eleven                                | Caccia al tesoro            | 22 marzo 2002    | 2, June 2002    | Ed trova la mappa del tesoro del fratello di Eddy e scoprono che è sepolto sotto la roulotte delle sorelle Panzer.                                                 |
| 10 | The Luck of the Ed / Ed... Pass It On..                    | La fortuna degli Ed         | 21 giugno 2002   | 2, June 2002    | Ed nasconde i giornalini di Eddy ma si dimentica dove li aveva messi.                                                                                              |
| 10 | The Luck of the Ed / Ed... Pass It On..                    | Questione di rispetto       | 21 giugno 2002   | 2, June 2002    | Eddy annuncia (ovviamente mentendo) l'arrivo di suo fratello per avere rispetto dal quartiere.                                                                     |
| 11 | Brother, Can You Spare an Ed? / The Day the Ed Stood Still | La paghetta di Sarah        | 28 giugno 2002   | 2, June 2002    | Sarah dà a Ed la sua paghetta per compragli del fudge ma Eddy lo convince a comprare le spaccamascella e gli Ed sono nei guai.                                     |
| 11 | Brother, Can You Spare an Ed? / The Day the Ed Stood Still | Incollati al muro           | 28 giugno 2002   | 2, June 2002    | Eddy traveste Ed da mostro, ma Ed perde l'autocontrollo e attacca il quartiere.                                                                                    |
| 12 | An Ed in the Bush / See No Ed                              | Ed nel cespuglio            | 5 luglio 2002    | 2, June 2002    | Eddy vuole terrorizzare gli Urban Rangers durante una loro uscita nel bosco.                                                                                       |
| 12 | An Ed in the Bush / See No Ed                              | Gli invisibili Ed           | 5 luglio 2002    | 2, June 2002    | Gli Ed sono spariti e i ragazzi sono contentissimi, ma incominciano a preoccuparsi per loro.                                                                       |
| 13 | Is There an Ed in the House? / An Ed is Born               | Il dovere di un fratello    | 12 luglio 2002   | 2, June 2002    | Sarah è ammalata e Ed e Jimmy cercano di aiutarla, ma si mettono a lottare tra di loro su chi dei due accudisca meglio la ragazzina.                               |
| 13 | Is There an Ed in the House? / An Ed is Born               | È nata una stella           | 12 luglio 2002   | 2, June 2002    | Eddy fa un film per suo fratello per cercare di fargli cambiare idea sul proprio conto.                                                                            |

## Stagione 4
| nº | Titolo originale                             | Titolo italiano                 | Prima TV USA      | Prima TV Italia   | Sinossi |
| -- | -------------------------------------------- | ------------------------------- | ----------------- | ----------------- | --- |
| 1  | If It Smells Like an Ed                      | Tutta colpa degli Ed            | 27 settembre 2002 | giugno 2003       | Qualcuno ha fatto sì che gli Ed vengano incolpati di uno scherzo che non hanno mai fatto. |
| 2  | Don't Rain on My Ed / Once Bitten, Twice Ed  | Una corsa contro il tempo       | 1º novembre 2002  | giugno 2003       | Al negozio di caramelle c'è un'offerta sulle spaccamascella e gli Ed devono raggiungerlo entro 10 minuti. |
| 2  | Don't Rain on My Ed / Once Bitten, Twice Ed  | Con Ed tutto è possibile        | 1º novembre 2002  | giugno 2003       | Eddy cerca di imbrogliare i ragazzi. Dopo il primo fallimento, rifarà continuamente lo stesso scherzo modificando lievemente il copione, andando sempre peggio.                                                          |
| 3  | One Size Fits Ed / Pain in the Ed            | Doppio Jimmy                    | 15 novembre 2002  | giugno 2003       | Eddy trasforma Jimmy in un lottatore di sumo. |
| 3  | One Size Fits Ed / Pain in the Ed            | Ti suono se non suoni           | 15 novembre 2002  | giugno 2003       | Ed ha lezioni di violino e Eddy, contrariato, cerca in tutti i modi di distruggere lo strumento. |
| 4  | Ed Overboard / One of Those Eds              | Un esercito per Ed              | 24 agosto 2003    | febbraio 21, 2004 | Dopo un litigio tra le Panzer, Ed viene rapito da Marie e da Lee per fare tornare il buon umore a May. Edd e Eddy quindi si rivolgono a Ralf.                                                                            |
| 4  | Ed Overboard / One of Those Eds              | Monetina birichina              | 24 agosto 2003    | febbraio 21, 2004 | Sul marciapiede c'è una moneta irremovibile che tutti quanti cercano di raccogliere. |
| 5  | They Call Him Mr. Ed / For the Ed, by the Ed | Chi troppo vuole, nulla stringe | 10 novembre 2003  | febbraio 21, 2004 | Eddy apre una nuova azienda: la Ed.C.O. |
| 5  | They Call Him Mr. Ed / For the Ed, by the Ed | Il re del quartiere             | 10 novembre 2003  | febbraio 21, 2004 | Tavoletta viene nominato re del quartiere e Eddy decide di candidarsi per essere eletto al suo posto. |
| 6  | Little Ed Blue / A Twist of Ed               | Un sassolino nella scarpa       | 17 novembre 2003  | febbraio 21, 2004 | Ed è infuriato con il mondo intero e Edd e Eddy vogliono fargli tornare il buon umore. |
| 6  | Little Ed Blue / A Twist of Ed               | Una fidanzata per gli Ed        | 17 novembre 2003  | febbraio 21, 2004 | Gli Ed, stanchi delle persecuzioni delle Panzer, decidono di ricorrere alla psicologia al contrario. |
| 7  | Your Ed Here / The Good Ol' Ed               | I vostri Ed                     | 23 gennaio 2004   | febbraio 21, 2004 | Kevin scopre che il secondo nome di Eddy è "Skipper" e affinché Kevin non lo riveli, Eddy deve ubbidire a ogni comando impostogli da Kevin.                                                                              |
| 7  | Your Ed Here / The Good Ol' Ed               | I cari vecchi Ed                | 23 gennaio 2004   | febbraio 21, 2004 | Gli Ed rivangano un po' del loro passato. |
| 8  | Thick as an Ed / Sorry, Wrong Ed             | Testardo come un Ed             | 30 gennaio 2004   | febbraio 21, 2004 | Ed ha un nuovo amico: Sheldon, un rancido pezzo di formaggio puzzolente. A causa della sua puzza, che sta mettendo Ed e Edd l'uno contro l'altro, Eddy non riesce a mandare avanti il suo imbroglio.                     |
| 8  | Thick as an Ed / Sorry, Wrong Ed             | Spiacente, ha sbagliato         | 30 gennaio 2004   | febbraio 21, 2004 | Eddy ruba il telefono maledetto di Ralf e iniziano a succedergli delle vere disgrazie una dopo l'altra. |
| 9  | Robbin' Ed / A Case of Ed                    | Robin Ed                        | 6 febbraio 2004   | febbraio 21, 2004 | Capitan Testa-di-Cocomero e Scheggia Tavoletta Meraviglia hanno riportato i soldi presi con l'inganno ai ragazzi del quartiere. Eddy decide quindi di battere il suo nemico nei panni del Professor Imbroglio.           |
| 9  | Robbin' Ed / A Case of Ed                    | Un caso di Eddite               | 6 febbraio 2004   | febbraio 21, 2004 | Edd, leggendo della cosiddetta "malattia catroapatica", finisce per essere convinto da Ed e Eddy di soffrirne e di avere le ore contate.                                                                                 |
| 10 | Stiff Upper Ed / Here's Mud in Your Ed       | Il club dei ricchi              | 13 febbraio 2004  | febbraio 21, 2004 | Jimmy e Sarah hanno un club dei ricchi e Eddy vuole assolutamente entrarci. |
| 10 | Stiff Upper Ed / Here's Mud in Your Ed       | L'albero dei soldi              | 13 febbraio 2004  | febbraio 21, 2004 | Jimmy ha avuto una delle sue giornate peggiori: Sarah e Jonnino si sono messi a litigare e Eddy l'ha truffato. Allora Ralf lo aiuta inventandosi un albero dei soldi con cui truffare a sua volta Eddy.                  |
| 11 | Postcards from the Ed / Stuck in Ed          | Eddy la guida turistica         | 20 febbraio 2004  | febbraio 21, 2004 | Eddy si offre di fare la guida turistica ai genitori di Tavoletta. |
| 11 | Postcards from the Ed / Stuck in Ed          | A corto di idee                 | 20 febbraio 2004  | febbraio 21, 2004 | Eddy è a corto di idee, allora Jimmy gli vende un imbroglio. |
| 12 | Hand Me Down Ed / Run for Your Ed            | Mettimi giù Ed                  | 27 febbraio 2004  | febbraio 21, 2004 | Un boomerang maledetto arrivato a Peach Creek provoca l'inversione del carattere delle persone che lo toccano. |
| 12 | Hand Me Down Ed / Run for Your Ed            | La nave della discordia         | 27 febbraio 2004  | febbraio 21, 2004 | Alle Panzer è stata rubata la nave in bottiglia di famiglia e mettono a soqquadro Peach Creek, ma non sanno che la bottiglia è incastrata sul dito di Ed!                                                                |
| 13 | Take This Ed and Shove It                    | Incubo o realtà?                | 5 novembre 2004   | November 30, 2004 | Eddy fa uno scherzo penosissimo e Edd gli mostra che i ragazzi stanno crescendo, Eddy allora si mette a vendere carriere. Alla fine però non si distingue più bene la realtà, e se gli Ed siano diventati vecchi o meno. |

## Stagione 5
| nº | Titolo originale                                          | Titolo italiano             | Prima TV USA     | Prima TV Italia | Sinossi |
| -- | --------------------------------------------------------- | --------------------------- | ---------------- | --- | --- |
| 1  | Out with the Old... in with the Ed                        | Fuori il vecchio, dentro Ed | 4 novembre 2005  | 5 maggio 2007 | Eddy fa credere a tutti che sia ancora estate mentre invece sono già in autunno, e quando i ragazzi lo scoprono, si scatena il panico generale poiché l'inizio delle lezioni è prossimo. Il primo giorno di lezioni, gli Ed scoprono inoltre che sono stati messi in tre aule separate e Edd, sapendo che le tre comunque non frequenterebbero le lezioni, propone alle Panzer di fare a cambio. |
| 2  | Mission Ed-Possible / Every Which Way but Ed              | Missione Ed-possible        | 11 novembre 2005 | 6 maggio 2007 | Edd è stato segretamente incaricato di portare le orride pagelle di Ed e di Eddy a casa loro, e una volta che i due scoprono che a consegnarle sarà il loro amico faranno di tutto per fermarlo. |
| 2  | Mission Ed-Possible / Every Which Way but Ed              | In qualsiasi modo tranne Ed | 11 novembre 2005 | 6 maggio 2007 | Eddy racconta a Ed e a Edd di come ha rubato una spaccamascella a Jonnino, iniziando una serie di flashback. |
| 3  | Boom Boom Out Goes the Ed / Cleanliness Is Next to Edness | Boom boom fa Ed             | 18 novembre 2005 | | A Peach Creek c'è un black-out e tutti quanti, trascinati dalla fantasia di Ed, iniziamo a temere che nelle fogne si aggirino delle talpe mutanti carnivore. |
| 3  | Boom Boom Out Goes the Ed / Cleanliness Is Next to Edness | Ed vuol dire pulizia        | 18 novembre 2005 | Edd ha la doccia rotta e deve trovarne un'altra in cui lavarsi. | |
| 4  | I Am Curious Ed / No Speak Da Ed                          | Capitan Cicogna             | 25 novembre 2005 | | Sarah e Jimmy vogliono sapere da dove vengono i bambini. |
| 4  | I Am Curious Ed / No Speak Da Ed                          | Ed non parla                | 25 novembre 2005 | Ralf teme che il lupo si sia alleato con Ed per attaccare il suo bestiame come quando era piccolo. | |
| 5  | Cool Hand Ed / Too Smart for His Own Ed                   | Ed mano fredda              | 31 marzo 2006    | | Gli Ed e Jonnino vogliono scappare da scuola, architettando un piano per farlo senza che nessuno se ne accorga. |
| 5  | Cool Hand Ed / Too Smart for His Own Ed                   | Testa d'uovo                | 31 marzo 2006    | Ed batte Edd nella gara di spelling, scatenando una serie di eventi nel quale lo stesso Edd comincerà a perdere la fiducia in se stesso.                                                                   | |
| 6  | Who's Minding the Ed? / Pick an Ed                        | Chi pensa a Ed?             | 28 giugno 2006   | | Ralf affida i suoi animali a Ed mentre è via. |
| 6  | Who's Minding the Ed? / Pick an Ed                        | Prendi un Ed                | 28 giugno 2006   | Eddy si maschera da Carl per scoprire chi ha scritto che lui è "un idiota senza collo". Carl comincia a essere popolare tra i ragazzi del quartiere e Eddy vuole restare nei suoi panni del suo alter ego. | |
| 7  | Truth or Ed / This Won't Hurt an Ed                       | La verità o Ed              | 3 luglio 2006    | | Eddy inizia a pubblicare sul giornalino della scuola delle notizie totalmente fasulle. |
| 7  | Truth or Ed / This Won't Hurt an Ed                       | Questo non ferirà un Ed     | 3 luglio 2006    | Eddy scopre che Kevin è aicmofobico e, insieme a Ed, si vendica di lui. | |
| 8  | Tinker Ed / The Good, the Bad and the Ed                  | Ed monello                  | 14 agosto 2006   | | Kevin dice a Jimmy che le favole non esistono e Jimmy vuole provare il contrario. |
| 8  | Tinker Ed / The Good, the Bad and the Ed                  | Il buono, il brutto e l'Ed  | 14 agosto 2006   | Eddy sfida Ralf a guadagnare il distintivo del "Petto villoso della resistenza", sfidandosi in una serie di prove ai limiti dell'estremo.                                                                  | |
| 9  | Tight End Ed / 'Tween a Rock and an Ed Place              | Tieni duro Ed               | 28 agosto 2006   | | I Peach Creek Cobblers hanno una partita di football contro i Lemon Brook Lumpers e Ed ha il ruolo di mascotte, con grande disappunto di Eddy. |
| 9  | Tight End Ed / 'Tween a Rock and an Ed Place              | La festa degli alberi       | 28 agosto 2006   | Jonnino e Tavoletta fanno una festa e gli Ed ci vanno solo perché pensano che ci siano anche gli altri ragazzi, ma in realtà sono venuti solo loro.                                                        | |
| 10 | All Eds are Off / Smile for the Ed                        | Gli Ed sono finiti          | 13 aprile 2007   | | Gli Ed, Kevin, Jonnino e Ralf scommettono sul fatto che Ed non mangerà intingolo, Edd non parlerà in modo complesso, Eddy non griderà, Ralf non mangerà carne, Kevin non dirà "tonto" a qualcuno e che Jonnino non parlerà con Tavoletta. |
| 10 | All Eds are Off / Smile for the Ed                        | Un sorriso per Ed           | 13 aprile 2007   | Il fotografo fa a Eddy una foto orrenda e Eddy deve evitare che sua mamma la veda. | |
| 11 | Run Ed Run / A Town Called Ed                             | Corri Ed, corri             | 20 aprile 2007   | | La scuola organizza una gita alla fabbrica di caramelle di Peach Creek, ma gli Ed sono in ritardo per l'autobus. In più Ed crede (per colpa di Sarah) che il cielo stia lentamente crollando. |
| 11 | Run Ed Run / A Town Called Ed                             | Una città chiamata Ed       | 20 aprile 2007   | Edd scopre che furono gli antenati di Eddy a fondare Peach Creek! | |
| 12 | A Fistful of Ed                                           | Per un pugno di Ed          | 28 aprile 2007   | | Per via di una serie di incidenti, Edd viene considerato da tutti un bullo. |

## Stagione 6
| nº | Titolo originale    | Titolo italiano            | Prima TV USA     | Prima TV Italia |
| -- | ------------------- | -------------------------- | ---------------- | --------------- |
| 1  | May I Have This Ed? | Posso avere questo Ed?     | 27 febbraio 2008 | August 22, 2008 |
| 1  | Look Before You Ed  | Non scherzare col ghiaccio | 27 febbraio 2008 | August 22, 2008 |

### Posso avere questo Ed?
C'è il ballo scolastico e Eddy è felicissimo mentre Edd è terrorizzato a causa della sua timidezza. Eddy quindi lo aiuta con un manuale lasciatogli dal fratello.

### Non scherzare col ghiaccio
Edd fa un servizio con Eddy, Ed e Jimmy per non farsi male con il ghiaccio.

## Speciali
| Titolo originale                        | Titolo italiano                            | Prima TV USA     | Prima TV Italia  | Sinossi |
| --------------------------------------- | ------------------------------------------ | ---------------- | ---------------- | --- |
| Ed, Edd n Eddy's Jingle Jingle Jangle   | Ed, Edd & Eddy: Buon Natale                | 3 dicembre 2004  | 25 dicembre 2005 | Eddy scopre che i suoi regali di Natale sono tutti dei vestiti e, anche se Edd e Ed non sono d'accordo, cerca di farsi adottare per ottenerne di migliori.                                                                    |
| Ed, Edd n Eddy's Hanky Panky Hullabaloo | Ed, Edd & Eddy: Il giorno di San Valentino | 11 febbraio 2005 | 14 febbraio 2006 | I cupidi Sarah e Jimmy fanno sì che May, schiacciata moralmente e materialmente da Ed, si innamori di Edd e viceversa creando scompiglio tra le Panzer e gli Ed.                                                              |
| Ed, Edd n Eddy's Boo Haw Haw            | Ed, Edd & Eddy: Dolcetto o scherzetto?     | 28 ottobre 2005  | 31 ottobre 2006  | Eddy convince Edd e Ed ad andare con lui a Brividville: un posto dove, a detta del fratello di Eddy, danno chili di caramelle per Halloween. Ed però ha visto troppi film di mostri e durante il viaggio ha le allucinazioni. |
| The Eds are Coming, the Eds are Coming  | Arrivano gli Ed, arrivano gli Ed!          | 11 maggio 2007   | 2007             | Jimmy fa un terrificante brutto sogno in cui tutti vengono rapiti dagli alieni. Sarah lo rassicura ma sembra che gli alieni siano davvero arrivati a Peach Creek e abbiano invaso la casa di Ralf.                            |

## Spin-off
Sono stati realizzati due spin-off del cartone animato, entrambi di breve durata. Il primo, più famoso, è My Best Friend Plank, distribuito nel 2003 in diverse nazioni, Italia compresa.
My Best Friend Plank
Ha come protagonista Tavoletta, il piccolo amico di Jonnino, che salta in giro prima per una Peach Creek realistica (gli stessi luoghi ma ripresi in ambienti reali) poi per mari, monti e laghi, con sottofondo una canzone che dà il titolo al video.
La parte più famosa è quella di "count the rings, count the rings", nella quale si vede un ceppo d'albero del quale i solchi e i cerchi indicano importanti eventi storici, dal Mesozoico ("l'era dei dinosauri" - verso il centro) sino a oggi con la nascita di Tavoletta (a ridosso della corteccia). La frase si rifà al ciclo vitale degli alberi, nel quale si conta l'età di un albero in base al numero di cerchi concentrici che il legno presenta.
The Incredible Shrinking Day
Meno famoso del precedente, è una mini-puntata in cui Sarah rimpicciolisce gli Ed per mezzo di una pozione da lei spacciata per limonata, per poi metterli nella sua casa delle bambole. Per loro fortuna i tre evadono dalla loro "prigione" attraverso la spider della Barbie, per poi nascondersi (Ed in una Converse, Edd dietro a un orsetto ed Eddy, costretto da Sarah a ballare con una bambola, temporeggiando) aspettando la fine dell'effetto della pozione.

## Curiosità
- L'episodio Non scherzare col ghiaccio è stato dedicato a Paul Boyd, uno degli autori della serie morto il 13 agosto 2007.
- Lo speciale Arrivano gli Ed, arrivano gli Ed! è stato parte di una speciale programmazione del 2007 chiamata "Cartoon Network Invaded" che, oltre a Ed, Edd & Eddy, coinvolse sullo stesso tema le serie Gli amici immaginari di casa Foster, Camp Lazlo, Quella scimmia del mio amico e Le tenebrose avventure di Billy & Mandy formando un miniarco narrativo comune in cui gli alieni invadono queste serie con lo scopo di rubare il formaggio dal mondo di Cartoon Network, salvo poi finire per assorbire gli umori cerebrali dei cinque personaggi più stupidi di ogni serie coinvolta (ovvero rispettivamente Ed, Cheese, Skip, Slips Pitone e Fred Fredburger).